# Michail Kalatozov
Michail Konstantinovitsj Kalatozov (Russisch: Михаил Константинович Калатозов, Georgisch: მიხეილ კალატოზიშვილი; Micheil Kalatosischwili) (Tbilisi, 28 december 1903 - Moskou, 27 maart 1973) was een Georgisch-Russisch filmregisseur. Hij studeerde economie vooraleer hij zijn carrière voortzette in de filmindustrie als acteur en later cameraman.
In het begin van zijn carrière regisseerde hij een aantal documentaires, maar door de censuur onder Jozef Stalin moest hij gedwongen stoppen met films maken. Pas tijdens de Tweede Wereldoorlog kon hij weer verdergaan met films maken, in deze tijd maakte hij drie propagandafilms.
Na begin jaren 50 een aantal films te hebben gemaakt, baarde hij in 1957 opzien met de film The Cranes Are Flying. Kalatozov won met deze film de Gouden Palm op het Filmfestival van Cannes. The Cranes Are Flying behoort samen met The Unsent Letter, I Am Cuba en The Red Tent tot de bekendste films van Kalatozov.

## Filmografie
- 1928: Their Empire (samen met Nutsa Gogoberidze)
- 1930: The Blind Woman (verdwenen film)
- 1930: Salt for Svanetia (documentaire)
- 1931: Nail in the Boot
- 1939: Courage
- 1941: Valery Chkalov
- 1942: Invincible
- 1950: Plot of the Doomed
- 1953: Hostile Whirlwinds
- 1954: True Friends
- 1955: The First Echelon
- 1957: The Cranes Are Flying
- 1959: The Unsent Letter
- 1964: I Am Cuba
- 1969: The Red Tent